# Afrakapelle (Landshut)
Die Afrakapelle ist ein Kirchengebäude der Zisterzienserinnenabtei Seligenthal in der niederbayerischen Stadt Landshut. Der Bau wurde früher auch als Johanniskapelle bezeichnet und ist dem heiligen Johannes dem Täufer (Gedenktag: 24. Juni) geweiht.

## Geschichte
Die im Kern romanische Kapelle wurde ab 1232 wohl als provisorische Klosterkirche errichtet. Dennoch blieb sie nach der Fertigstellung der Abteikirche, die 1259 geweiht wurde, erhalten. Sie ist damit das älteste erhaltene Kirchengebäude Landshuts. Im Jahr 1240 wurde die Herzogin Ludmilla von Bayern, Stifterin des Klosters Seligenthal, in der Afrakapelle beigesetzt. Nach der Fertigstellung der Abteikirche wurden ihre Gebeine dorthin übertragen. In der Folgezeit wurde die Afrakapelle zur Gedenkstätte für die Stifter des Klosters und die verstorbenen Mitglieder des Hauses Wittelsbach. Im Zusammenhang mit der Einführung eines Fürstenjahrtages 1320 wurde ein Hochgrab errichtet, auf dem die um 1330 geschnitzten Stifterfiguren lagen. Da dieses keinen Platz mehr für den Altar ließ, wurde der frühgotische Chor angebaut. Eine romanische Apsis war wohl nie vorhanden.
Von 1613 bis 1615, während einer Blütezeit des Klosters Seligenthal, wurde das Kirchlein im Spätrenaissance-Stil umgestaltet. Dabei wurde auch das Hochgrab abgetragen. Die Stifterfiguren erhielten so ihren heutigen Platz über dem Pfeiler der Nonnenempore. Im Jahr 1696 wurde der schlanke, barocke Turm errichtet.
Um 1970 wurde die Kapelle renoviert. Dabei wurde unter anderem eine Heizung eingebaut. Da die Abteikirche nicht beheizbar ist, wird die Afrakapelle von den Schwestern als Winterkirche genutzt.

## Architektur

### Außenbau
Die kleine, nach Osten ausgerichtete Saalkirche umfasst einen frühgotischen, eingezogenen Chor mit einem querrechteckigen Joch und Schluss in drei Achteckseiten sowie ein romanisches Langhaus über rechteckigem Grundriss. Nördlich an den Chor ist die ebenfalls frühgotische Sakristei angebaut, die außen an den Ecken einmal abgesetzte Strebepfeiler mit Pultdachung besitzt. Das Dach der Sakristei weist eine Pyramidenform auf.
Auch der Chor wird außen durch einmal abgesetzte Strebepfeiler gegliedert, die an der Oberseite abgeschrägt und mit einem Helm bekrönt sind. In der Höhe, in der die Strebepfeiler abgesetzt sind, weisen auch die Mauern einen leichten Absatz auf, aus dem jeweils neben den Fenstern kurze, ein Stück nach oben ragende Lisenen entspringen. Die spitzbogigen Fenster mit Schräggewänden sind zweibahnig ausgeführt und im Maßwerk mit Dreipassmotiven verziert. Die bis in den Dachfries hineinragenden Fenster stammen aus dem frühen 15. Jahrhundert. Zuvor dürften sie kleiner gewesen sein. Der Zugang zur Laienkirche erfolgt durch ein spitzbogiges Portal an der Südseite des Chores. Dieses weist ein gestuftes Gewände auf, wobei die Stufen mit Kehlen und Stäben profiliert sind.
Das Satteldach des Langhauses ist deutlich höher angesetzt als das des Chores. Daher ist an dem Dreiecksgiebel auf der Ostseite des Langhauses Platz für einen einfachen Rundbogenfries, der in aufsteigender Anordnung der Dachneigung folgt. Das Langhaus enthält auf Südseite drei schmale, schlitzartige Rundbogenfenster, die aufgrund des Nonnenchores ungewöhnlich tief angeordnet sind. An der Nordseite befinden sich zwei kleine, kreisrunde Fenster, die außen mit einem Terrakotta-Vierpass verziert sind. Der lichte Durchmesser beträgt nur rund 30 Zentimeter. Diese Fenster gehen auf die Entstehungszeit der Kapelle zurück und weisen innen schräge Laibungen auf. Zusätzlich wurde im 15. Jahrhundert auf der Nordseite des Langhauses ein zweiteiliges Spitzbogenfenster ausgebrochen, das mit Maßwerk wie bei den Chorfenstern verziert ist. Ein großzügiges Rundbogenfenster unterhalb sowie zwei ebensolche Fenster auf der Nonnenempore kamen in der Barockzeit hinzu.
Über dem Westgiebel des Langhauses erhebt sich ein schlankes, barockes Türmchen, das dem Turm der Abteikirche ähnelt. Es wurde 1696 erbaut, nur zwei Jahre vor dem Turm der Abteikirche. Der quadratische Unterbau reicht bis knapp über den Dachfirst des Langhauses. Darauf erhebt sich ein oktogonaler Aufsatz, der durch Lisenen und Blenden gegliedert wird. Den oberen Abschluss bildet eine gedrückte Zwiebelkuppel mit Kugel und Doppelkreuz.

### Innenraum
Der Chor wird von einem Kreuzgewölbe mit Kappenschluss überspannt. Die gefasten, stark auftragenden Gewölberippen sind aus Stuck modelliert und entspringen aus Konsolen, die wie kurze Dienststücke anmuten. Diesen waren im Chorschluss ursprünglich Köpfe aufgelegt, die aber stark übertüncht sind. Der ebenfalls stuckierte, vierpassförmige Schlussstein im Chorjoch zeigt das Lamm Gottes, umrahmt von Blattwerk. Der tellerförmige Schlussstein im Chorschluss ist leer. Er wurde anscheinend erst später angebracht. Den Übergang zum Langhaus vermittelt ein ungegliederter, runder Chorbogen.
Das Langhaus wird von einer flachen Holzdecke überspannt. In der westlichen Hälfte ist eine großzügige, hölzerne Empore eingezogen, die als Nonnenchor dient. Die gefasten Balken der Untersicht ruhen auf zwei gekehlten Durchzügen. Die Brüstung stützt sich auf einem gemauerten, achteckigen Pfeiler ab. Dieser bildet auch eine Art Sockel für den Altar des Nonnenchores. Dieser war ursprünglich möglicherweise von einem hölzernen Glockentürmchen bekrönt, wie es auch in den ehemaligen Zisterzienserinnenkirchen in Himmelspforten und Maidbronn bei Würzburg zu finden ist.
In der Sakristei befindet sich ein gotisches Kreuzgratgewölbe.

## Ausstattung

### Wandgemälde
Das zugeblendete Fenster an der nördlichen Schrägseite des Chores enthält ein spätgotisches Gemälde aus der Zeit um 1470, das den heiligen Georg zeigt. Dieses wurde 1895 wiederentdeckt und freigelegt.
Am Emporenpfeiler befindet sich eine aufgemalte Inschrift, die bei der Umgestaltung der Afrakapelle 1613/15 angebracht wurde: Pilarium hoc presens sanctorum ossa est concludens / Qui propter xpi nomen passi sunt agonem / Christum profitentes et passionem eius confirmantes / Ob hoc xpus laudetur et crucifixus adoretur. Sie besagt, dass in den Pfeiler Reliquien eingemauert sind. Der Grund hierfür ist, dass der Pfeiler nicht nur die Nonnenempore abstützt, sondern auch den Stipes des dortigen Altares bildet.

### Altäre
Der qualitätvolle Hochaltar im Spätrenaissance-Stil stammt aus dem Jahr 1613. Der Mittelschrein des Flügelaltares wird von zwei kannelierten Halbsäulen flankiert. Zwei weitere, zierlichere Säulchen trennen den Schrein in drei von Sprengwerk bekrönte Nischen. In diesen befinden sich (von links nach rechts) Figuren Johannes’ des Täufers, der Mutter Gottes mit Kind und des Evangelisten Johannes. Die qualitätvollen, frühgotischen Figuren wurden um 1330, bedingt durch den Steinmangel in Landshut, aus Stuck geschaffen. Es ist davon auszugehen, dass die Figuren bereits Teil des Vorgängeraltares waren, der somit ein frühes Beispiel für einen Figurenaltar war. Die Flügel des Hochaltares enthalten Gemälde im Spätrenaissance-Stil. Auf den Innenseiten sind vier mystisch begabte Heilige bzw. Selige dargestellt: links der heilige Bernhard (oben) und die selige Luitgard von Wittichen (unten), rechts die Stigmatisierung des heiligen Franziskus (oben) und die heilige Mechthild von Hackeborn (unten). Auf den Außenseiten befinden sich Darstellungen der heiligen Maria mit dem Jesuskind, des Evangelisten und des Täufers Johannes und des heiligen Jakobus des Älteren. Im Auszug befindet sich eine kleine Figur der heiligen Afra, die wohl aus dem Zisterzienserinnenkloster Niederschönenfeld stammt. Wahrscheinlich wurde sie von Schwestern, die von dort 1573 nach Seligenthal übersiedelten, um das Aussterben des Konvents zu verhindern, mitgebracht. Die Figur hat der Kapelle ihren heutigen Namen gegeben. In der Predellazone ist ein querrechteckiges Gemälde angebracht, auf dem das Martyrium der Thebäischen Legion dargestellt ist. Zu beiden Seiten des Bildes sind die Wappen der Eltern der späteren Äbtissin Anna Johann angebracht, die den Altar stifteten. Der gemauerte und verputzte Stipes ist mit einer gefasten Rotmarmorplatte gedeckt.
Als Volksaltar dient heute der Stipes eines der beiden Seitenaltäre, die im Zuge einer Renovierung entfernt wurden. Der Altar besitzt eine Rotmarmor-Deckplatte ohne Profilierung.
Der Altar auf dem Nonnenchor wurde 1641 ebenfalls im Spätrenaissance-Stil ausgeführt. Die Jahreszahl ist an der Predella zu finden. Der Aufbau wird von zwei Säulen mit Schuppenverzierung getragen. Der Auszug in Form eines gebrochenen Giebels trägt ein Jesusmonogramm. Auf dem Altarblatt ist der heilige Bernhard dargestellt. Die etwa halb lebensgroßen Seitenfiguren stellen die Heiligen Benedikt (links) und Bernhard dar. Die spätgotischen Figuren sind älter als der Altar; sie werden in die Mitte des 15. Jahrhunderts datiert.

### Stifterfiguren

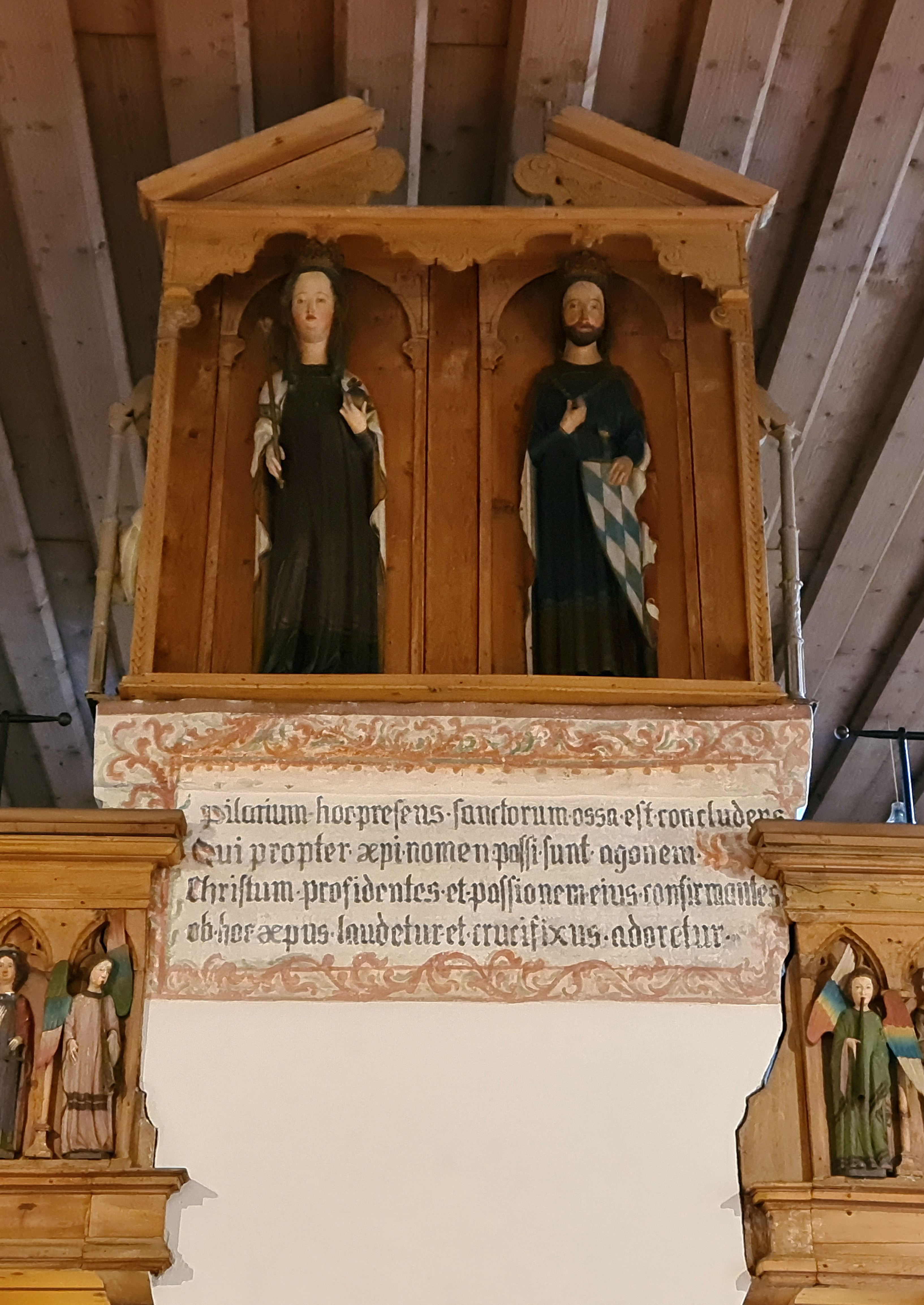
Emporen-Pfeiler mit den Relief-Figuren der Stifterin Ludmilla und ihres Gatten

Die beiden Hochrelief-Figuren der Stifterin Ludmilla und ihres Gatten, Herzog Ludwig I. von Bayern, wurden um 1330 geschaffen. Sie befinden sich seit der Umgestaltung der Afrakapelle 1613/15 in einem Holzgehäuse auf dem Emporenpfeiler, das Rücken an Rücken mit dem Altar des Nonnenchores angeordnet ist. Zuvor lagen die rund 1,40 Meter hohen Stifterfiguren auf einem – wiederum aufgrund des Steinmangels in der ersten Hälfte des 14. Jahrhunderts – aus Holz geschnitzten Hochgrab im Langhaus. Die Stifterin trägt ein langes, gürtelloses Gewand mit einem Schmuckstück auf der Brust, einen Mantel und einen Schleier. Auf dem Haupt befindet sich eine Krone, in den Händen das Zepter (rechte Hand) und der Reichsapfel (linke Hand). Der Herzog ist in einem langen Gewand mit Gürtel dargestellt. Er hält in der Linken einen Schild mit dem bayerischen Rautenwappen. Mit der rechten Hand fasst er eine um seine Schultern liegende Schmuckkette.
An der Emporenbrüstung, die um 1615 erneuert wurde, sind außerdem 32 kleine hohe Relieffiguren angebracht. Diese sind je rund 0,50 Meter hoch. Entgegen der Annahme, dass sie vormals an den Wänden des Hochgrabes angebracht waren, befanden sich diese wohl schon immer an der Balustrade. Von den 32 Figuren sind 26 Fürstenpersonen aus dem Haus Wittelsbach, davon 12 Männer und 14 Frauen. Darunter befindet sich wiederum das Stifterehepaar, außerdem

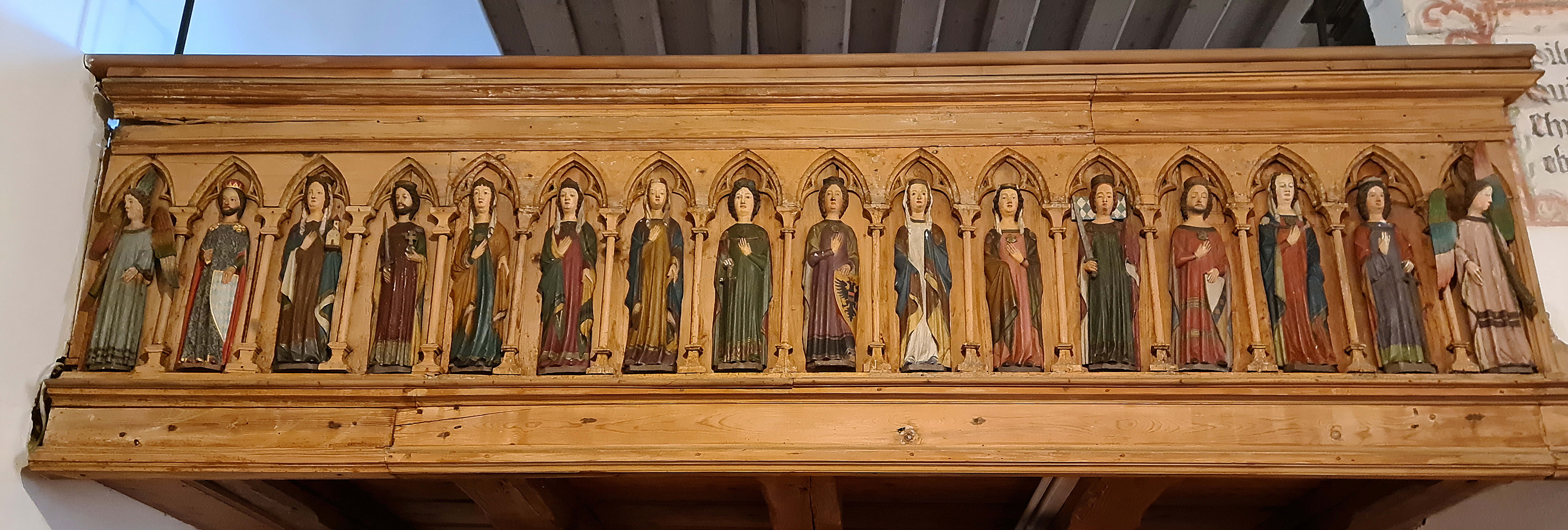
Emporen-Brüstung links des Pfeilers mit den kleinen Relief-Figuren

- deren Sohn Herzog Otto II. mit seiner Gattin Agnes,
- deren Enkelin Elisabeth, die in einem weißen Gewand mit doppelter Bordüre dargestellt ist,
- Herzog Otto III. und
- in Seligenthal als Nonne lebende Prinzessin Elisabeth, die Tochter des Herzogs Heinrich I., die im Habit der Zisterzienserinnen dargestellt ist.

Die übrigen Figuren lassen sich nicht alle eindeutig bestimmen. Zudem befinden sich an der
Emporenbrüstung vier Engelsfiguren mit Posaune und Schwert sowie zwei Füllfiguren.

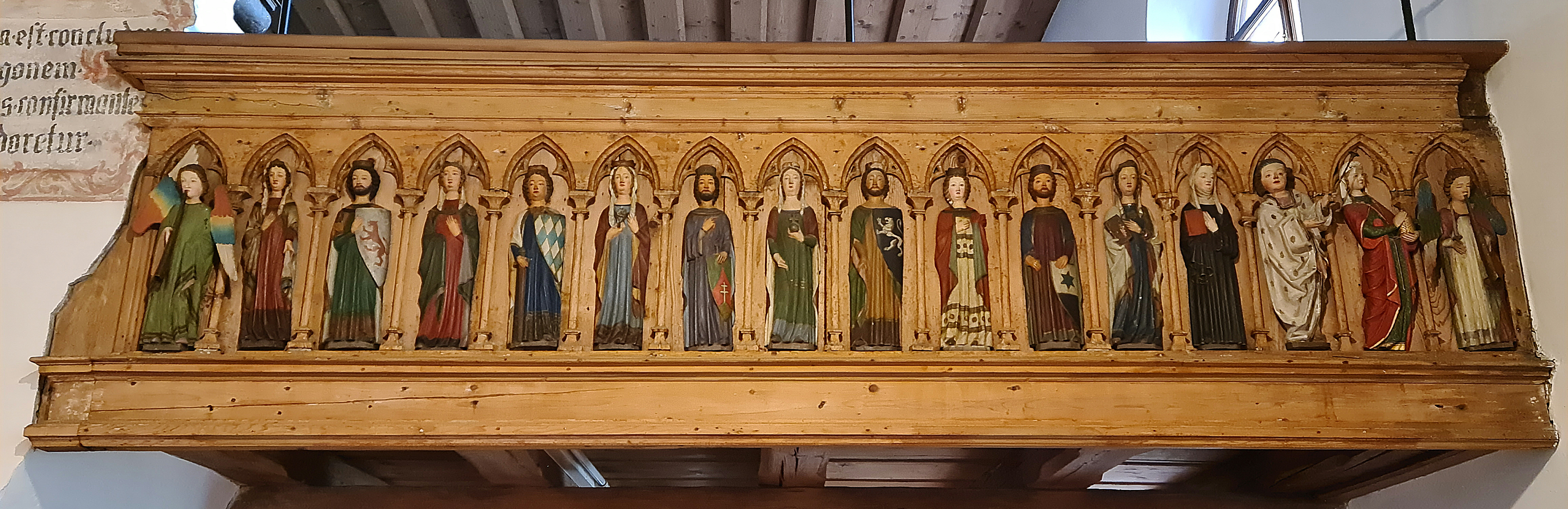
Emporen-Brüstung rechts des Pfeilers mit den kleinen Relief-Figuren

Die Figuren wurden um 1330 aus Föhrenholz geschnitzt. Haare, Bärte und Schmuckstücke sind stuckiert, da filigrane Konturen in Föhrenholz schlecht darstellbar sind. Die Flügel der vier Engelsfiguren wurden um 1615 aus Lindenholz erneuert, die zwei Füllfiguren sind komplett aus Lindenholz geschnitzt.